# 애나레지나
애나레지나(영어: Anna Regina)는 가이아나의 도시이다. 인구는 12,448명이다.